# Pietro Buzano
Pietro Buzano (Torino, 1911 – 30 agosto 1993) è stato un matematico italiano, professore universitario e membro dell'Accademia delle Scienze di Torino.

## Biografia
Laureatosi in matematica all'Università di Torino nel 1931, ottenne la cattedra di Geometria presso lo stesso ateneo nel 1942. Nel 1945 passò al Politecnico dove ebbe la cattedra di Analisi Matematica.
Fu nominato preside della facoltà di Ingegneria alla fine degli anni sessanta nel periodo caldo dei movimenti studenteschi.
Si occupò in particolare di geometria analitica e della teoria delle equazioni alle derivate parziali.
Negli ultimi anni il suo interesse maggiore si spostò agli aspetti applicativi della matematica e tenne la cattedra di Matematica Applicata. In pensione al compimento dei settant'anni, nel 1987 venne nominato professore emerito.